# Lee Ranaldo

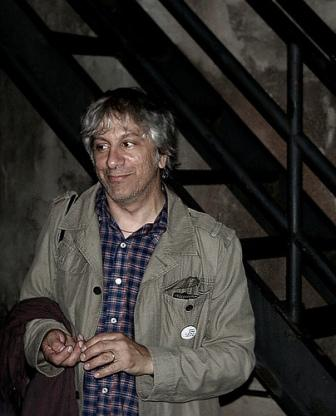
Lee Ranaldo.

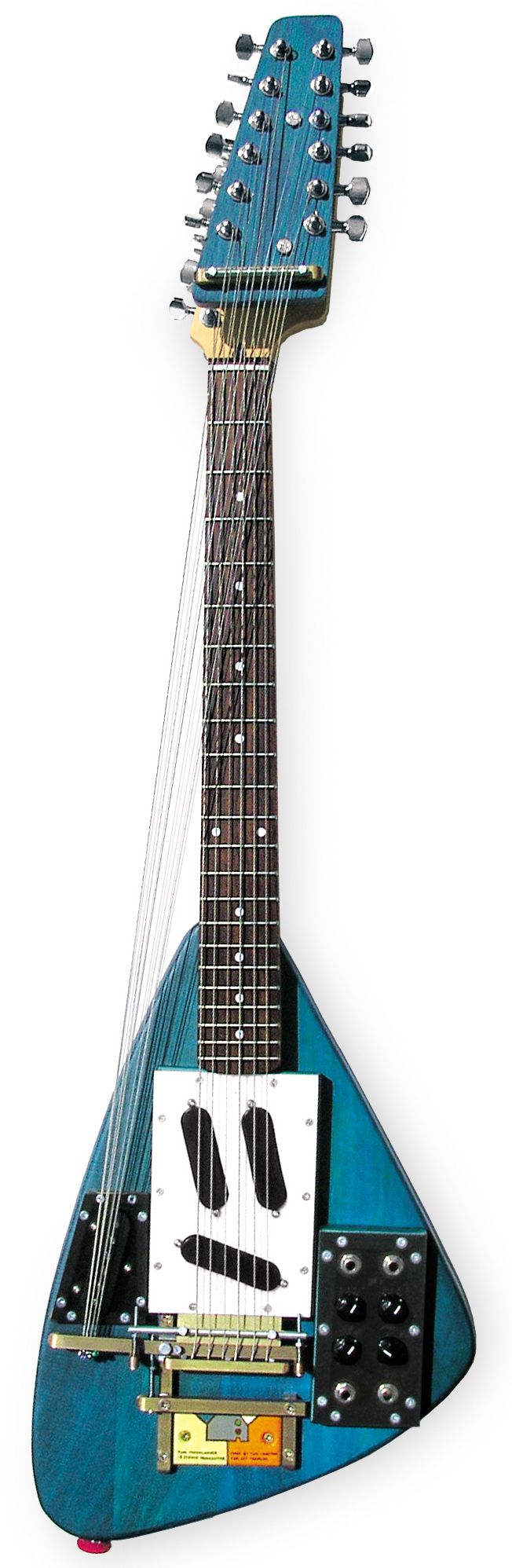
Moonlander guitare de Ranaldo, Yuri Landman, 2007

Lee Ranaldo (né le 3 février 1956) est un chanteur, guitariste compositeur et producteur américain, cofondateur du groupe de rock indépendant Sonic Youth.
En 2003 le magazine Rolling Stone le classe 33e des 100 meilleurs guitaristes de tous les temps.

## Biographie
Ranaldo est né à Glen Cove, dans le Long Island,à New York, et il est diplômé de l'Université de Binghamton. Il a commencé sa carrière à New York dans plusieurs groupes, tels que Plus Instruments et en joignant l'orchestre de Glenn Branca en 1980, au sein duquel il rencontre Thurston Moore. En 1981, Lee Ranaldo remplace Marty Pierrant's dans le groupe Sonic Youth, qui n'est à l'époque qu'un groupe débutant, n'ayant joué que quelques concerts.

## Influences
Contrairement à ce que l'on pourrait penser, les principales influences de Lee Ranaldo vont de Jimi Hendrix aux Rolling Stones, en passant par Pete Townshend ou les Beatles. Il a également beaucoup été influencé par les groupes Grateful Dead, en particulier pour Jerry Garcia, et Mahavishnu Orchestra, pour John McLaughlin. Joni Mitchell a aussi joué un rôle essentiel dans le jeu de Lee Ranaldo, car elle lui a inspiré l'utilisation d'accordages alternatifs.
Il reconnait aussi avoir été profondément influencé et admiratif de la musique du compositeur Steve Reich dans les années 70. D'autres artistes lui ont aussi valu son admiration, tels que Les Paul, Leo Kottke et Neil Young.

## Style et technique musical
Avec son compère Thurston Moore, il est connu pour l'usage de nombreux accordages alternatifs à la guitare. C'est également un adepte de la guitare préparée. En effet, il joue de la guitare avec des baguettes de batterie sur les morceaux de Sonic Youth 100%, Sugar Kane, Burning Spear…; avec un tournevis sur The World Looks Red, I Love Her All The Time, Confusion Is Next, Early American, et Flower ; avec un archet en improvisation. Il en arrive même à utiliser une batte de baseball dans une prestation live de 100% dans une émission de la NBC avec David Letterman. Il utilise souvent aussi la technique du slide au bottleneck.
Avec Sonic Youth, Lee joue aussi de la basse sur la chanson Protect Me You, de l'orgue sur Sympathy for the Strawberry et I Love You Golden Blue, du synthétiseur sur Lightnin', du cor en introduction live de Burning Spear en 1985, ainsi que de la cithare sur Inhuman et sur l'album The Ascension (en) de Glenn Branca.

## Équipement
Lee possède des guitares Fender (Jazzmaster, Jaguar, Telecaster Deluxe, Stratocaster et Mustang), des Gibson (les Paul, Firebird et Marauder), Travis Bean Artist ainsi que des guitares vintages ou rares (Gershon, Kent, Sugar Kane, Univox…).
En 2007, Yuri Landman lui a construit la Moonlander, une guitare préparée de 18 cordes (voir photo ci-contre).
En 2009, la firme Fender a sorti une Jazzmaster modèle signature Lee Ranaldo.

## Discographie
Solo
- From Here to Infinity (1987)
- A Perfect Day EP (1992)
- Scriptures of the Golden Eternity (1993)
- Broken Circle / Spiral Hill EP (1994)
- East Jesus (1995)
- Clouds (1997)
- Dirty Windows (1999)
- Amarillo Ramp (For Robert Smithson) (2000)
- Outside My Window The City Is Never Silent - A Bestiary (2002)
- Text Of Light (2004)
- Maelstrom From Drift (2008)
- Countless Centuries Fled Into The Distance Like So Many Storms EP (2008)
- Between The Times & The Tides (2012)
- Last Night on Earth (with the Dust) (2013)
- Electric Trim (2017)

Avec Sonic Youth
- Sonic Youth (1982)
- Confusion Is Sex (1983)
- Bad Moon Rising (1985)
- Evol (1986)
- Sister (1987)
- Daydream Nation (1988)
- The White(y) Album (publié sous le nom de Ciccone Youth) (1988)
- Goo (1990)
- Dirty (1992)
- Experimental Jet Set, Trash and No Star (1994)
- Washing Machine (1995)
- A Thousand Leaves (1998)
- NYC Ghosts and Flowers (2000)
- Murray Street (2002)
- Sonic Nurse (2004)
- Rather Ripped (2006)
- The Destroyed Room: B-Sides and Rarities (compilation) (2006)
- Hits Are for Squares (compilation) (2008)
- The Eternal (2009)
- Lee Ranaldo conduit l’orchestre inharmonique de Nice (2015)